# Hybomitra criddlei
Hybomitra criddlei är en tvåvingeart som först beskrevs av Brooks 1946.  Hybomitra criddlei ingår i släktet Hybomitra och familjen bromsar. Inga underarter finns listade i Catalogue of Life.